# Josephine Wu
Josephine Wu (* 20. Januar 1995 in Edmonton) ist eine kanadische Badmintonnationalspielerin.

## Karriere
Josephine Wu gewann die U.S. International Series 2017 und 2018, die Santo Domingo International 2018, die Guatemala International 2018 und die South Australia International 2019. Im letztgenannten Jahr siegte sie auch bei den Panamerikaspielen. 2019 und 2020 wurde sie kanadische Meisterin. 2021 qualifizierte sie sich für die Olympischen Sommerspiele des gleichen Jahres.

## Sportliche Erfolge
| Saison | Veranstaltung                             | Disziplin | Platz | Name                              |
| ------ | ----------------------------------------- | --------- | ----- | --------------------------------- |
| 2008   | Kanadische Juniorenmeisterschaft U14 2008 | WD        | 1     | Carolyn O’Dwyer / Josephine Wu    |
| 2008   | Juniorenpanamerikameisterschaft U15 2008  | WD        | 1     | Carolyn O’Dwyer / Josephine Wu    |
| 2009   | Kanadische Juniorenmeisterschaft U14 2009 | XD        | 1     | Nathan Osborne / Josephine Wu     |
| 2009   | Kanadische Juniorenmeisterschaft U14 2009 | WD        | 1     | Josephine Wu / Takeisha Wang      |
| 2009   | Kanadische Juniorenmeisterschaft U14 2009 | WS        | 1     | Josephine Wu                      |
| 2010   | Juniorenpanamerikameisterschaft U17 2010  | WD        | 1     | Chen Qufei / Josephine Wu         |
| 2010   | Kanadische Juniorenmeisterschaft U17 2010 | WD        | 1     | Carolyn O’Dwyer / Josephine Wu    |
| 2011   | Juniorenpanamerikameisterschaft U17 2011  | XD        | 1     | Nathan Osborne / Josephine Wu     |
| 2011   | Kanadische Juniorenmeisterschaft U17 2011 | WD        | 1     | Takeisha Wang / Josephine Wu      |
| 2011   | Juniorenpanamerikameisterschaft U17 2011  | WD        | 1     | Takeisha Wang / Josephine Wu      |
| 2011   | Kanadische Juniorenmeisterschaft U17 2011 | XD        | 1     | Nathan Osborne / Josephine Wu     |
| 2012   | Kanadische Juniorenmeisterschaft U19 2012 | WD        | 1     | Takeisha Wang / Josephine Wu      |
| 2013   | Kanadische Juniorenmeisterschaft U19 2013 | WD        | 1     | Takeisha Wang / Josephine Wu      |
| 2013   | Kanadische Juniorenmeisterschaft U19 2013 | XD        | 1     | Nathan Osborne / Josephine Wu     |
| 2013   | Juniorenpanamerikameisterschaft U19 2013  | WS        | 3     | Josephine Wu                      |
| 2013   | Juniorenpanamerikameisterschaft U19 2013  | WD        | 2     | Takeisha Wang / Josephine Wu      |
| 2013   | Juniorenpanamerikameisterschaft U19 2013  | XD        | 1     | Nathan Osborne / Josephine Wu     |
| 2016   | Panamerikameisterschaft 2016              | WD        | 1     | Michelle Tong / Josephine Wu      |
| 2016   | Kanadische Meisterschaft 2016             | WD        | 3     | Michelle Tong / Josephine Wu      |
| 2017   | Kanadische Meisterschaft 2017             | XD        | 2     | Ty Lindeman / Josephine Wu        |
| 2017   | U.S. International Series 2017            | XD        | 1     | Toby Ng / Josephine Wu            |
| 2017   | Panamerikameisterschaft 2017              | WD        | 1     | Michelle Tong / Josephine Wu      |
| 2017   | Kanadische Meisterschaft 2017             | WD        | 1     | Michelle Tong / Josephine Wu      |
| 2018   | Santo Domingo International 2018          | XD        | 1     | Joshua Hurlburt-Yu / Josephine Wu |
| 2018   | U.S. International Challenge 2018         | XD        | 3     | Joshua Hurlburt-Yu / Josephine Wu |
| 2018   | Kanadische Meisterschaft 2018             | WD        | 2     | Michelle Tong / Josephine Wu      |
| 2018   | Juniorenweltmeisterschaft 2018            | WD        | 33    | Michelle Tong / Josephine Wu      |
| 2018   | U.S. International Series 2018            | XD        | 1     | Joshua Hurlburt-Yu / Josephine Wu |
| 2018   | Guatemala International 2018              | XD        | 1     | Joshua Hurlburt-Yu / Josephine Wu |
| 2018   | Guatemala International 2018              | WD        | 1     | Talia Ng / Josephine Wu           |
| 2018   | Panamerikameisterschaft 2018              | XD        | 1     | Ty Lindeman / Josephine Wu        |
| 2018   | Kanadische Meisterschaft 2018             | XD        | 2     | Ty Lindeman / Josephine Wu        |
| 2019   | Panamerikaspiele 2019                     | XD        | 1     | Joshua Hurlburt-Yu / Josephine Wu |
| 2019   | South Australia International 2019        | XD        | 1     | Joshua Hurlburt-Yu / Josephine Wu |
| 2019   | Kanadische Meisterschaft 2019             | WD        | 3     | Catherine Choi / Josephine Wu     |
| 2019   | Kanadische Meisterschaft 2019             | XD        | 1     | Joshua Hurlburt-Yu / Josephine Wu |
| 2019   | Panamerikaspiele 2019                     | WD        | 2     | Catherine Choi / Josephine Wu     |
| 2020   | All England 2020                          | XD        | 17    | Joshua Hurlburt-Yu / Josephine Wu |
| 2020   | Kanadische Meisterschaft 2020             | WD        | 2     | Catherine Choi / Josephine Wu     |
| 2020   | Kanadische Meisterschaft 2020             | XD        | 1     | Joshua Hurlburt-Yu / Josephine Wu |